# Bieke Huyst
Bieke Huyst (16 oktober 1989) is een Belgisch volleybalster.

## Levensloop
Huyst begon met volleyballen bij Nidavo Nieuwpoort en diens opvolger Nivo Koksijde. Vervolgens ging ze aan de slag bij Beaphar Poperinge en later Volley De Haan. In 2012 maakte ze de overstap naar VDK Gent. Met deze club werd ze in 2012-'13 landskampioen en won ze in 2013-'14 de Supercup. Later was ze actief bij Tievolley Tielt, Bevo Roeselare en Damesvolley Waregem.
Haar moeder (Els Tembuyzer) was eveneens actief in het volleybal.